# Mürzhofen
Mürzhofen là một đô thị thuộc huyện Mürzzuschlag bang Steiermark, nước Áo. Đô thị Mürzhofen có diện tích 1,92 km², dân số thời điểm cuối năm 2008 là 561 người.